# Людина, яка впала на Землю
«Людина, яка впала на Землю» — британський науково-фантастичний фільм, знятий на основі однойменного роману Волтера Тівіса. За виконання ролі Томаса Джерома Ньютона Девід Бові отримав премію «Сатурн» як найкращий актор.

## Сюжет
Іншопланетянин прибуває на Землю, щоб знайти воду для своєї планети, яка потерпає від посух. Щоб повернутися додому йому потрібен космічний корабель. Чужоземець бере собі ім'я Томас Джером Ньютон і намагається продати кілька передових технологій своєї цивілізації в патентному бюро. Його знання мали величезний попит, тому Ньютон швидко розбагатів. 
Знайомство прибульця з Мері-Лу відкрило йому світ алкоголю, сексу, телебачення. Доктор Брайс за допомогою спеціального пристрою виявляє, що Томас — чужинець. Розуміючи, що його викрили, він розповідає правду Мері-Лу. Її реакція спричинила відразу в Ньютона й він її покидає.
Томас завершує будівництво корабля, але перед офіційним випробуванням його затримують. Його ділового партнера Фарнсворта вбивають. Прибульця ув'язнюють у апартаментах, розташованих далеко в пустелі, де він має вдосталь усього, до чого розвинув залежність, включно з алкоголем. Водночас медичними процедурами руйнують його маску. Через рентгенографію контактні лінзи Томаса приварюються до очей. 
Минає багато часу, Ньютон знову зустрічається з Мері-Лу, яка стала старша, а її зовнішність зіпсована алкоголізмом. Після сексу Мері-Лу заявляє, що більше не кохає його. Зрештою прибулець розуміє, що його в'язниця відчинена і виходить назовні.
Розчарований прибулець записує повідомлення, сподіваючись, що воно досягне його планети. Він зберіг молодий вигляд і зустрічає свого товариша-землянина, що одружився з Мері-Лу. Влитий у приземлене людське життя, Томас непритомніє в ресторані.

## У ролях
| Актор            | Роль                |
| ---------------- | ------------------- |
| Девід Бові       | Томас Джером Ньютон |
| Ріп Торн         | Натан Брайс         |
| Кенді Кларк      | Мері Лу             |
| Бак Генрі        | Олівер В. Фансворт  |
| Барні Кейсі      | Пітерс              |
| Тоні Маск'я      | Артур               |
| Рік Ріккардо     | Тревор              |
| Едріенн Ла Русса | Гелен               |

## Створення фільму

### Виробництво
Основні зйомки проходили в Нью-Мексико.

### Знімальна група
- Кінорежисер — Ніколас Роуг
- Сценарист — Пол Меєрсберг
- Кінопродюсери — Майкл Ділі, Баррі Спікінг
- Виконавчий продюсер — Сі Літвінофф
- Композитор — Джон Філліпс, Стому Ямашта
- Кінооператор — Ентоні Б. Річмонд
- Кіномонтаж — Грем Кліффорд
- Художник-постановник — Браян Ітвел
- Художники по костюмах — Мей Раут[3].

### Саундтреки
| Виконавець                       | Назва пісні                         | Автори                             |
| -------------------------------- | ----------------------------------- | ---------------------------------- |
| Джим Рівс                        | «Make the World Go Away»            | Генк Кокран                        |
| Рой Орбісон                      | «Blue Bayou»                        | Джо Мелсон, Рой Орбісон            |
| Бінг Кросбі, Грейс Келлі         | «True Love»                         | Коул Портер                        |
| Арті Шоу                         | «Star Dust»                         | Гогі Кармайкл, Мітчелл Періш       |
| Джон Філліпс, Мік Тейлор         | «Hello Mary-Lou»                    | Джин Пітні                         |
| Генк Сноу                        | «A Fool Such as I»                  | Вільям М. Трейдер                  |
| Женев'єва Веїт                   | «Love is Coming Back»               | Джон Філліпс                       |
| Стому Ямашта                     | «Poker Dice»                        | Стому Ямашта                       |
| Стому Ямашта                     | "Thirty-Three And A Third "         | Стому Ямашта                       |
| Стому Ямашта                     | «Mandala»                           | Стому Ямашта                       |
| Стому Ямашта                     | «Wind Words»                        | Стому Ямашта                       |
| Стому Ямашта                     | «One Way»                           | Стому Ямашта                       |
| Стому Ямашта                     | «Memory Of Hiroshima»               | Стому Ямашта                       |
| Френк Вотлінгтон                 | «Songs Of The Humpback Whale»       |                                    |
| Джон Філліпс                     | «Boys From The South»               | Джон Філліпс                       |
| Джон Філліпс                     | «Rhumba Boogie»                     | Джон Філліпс                       |
| Джон Філліпс                     | «Blue Grass Breakdown»              | Джон Філліпс                       |
| Борнмутський симфонічний оркестр | «Excerpts from „The Planets Suite“» | Густав Холст                       |
| Луї Армстронг                    | «Blueberry Hill»                    | Вінсент Роуз, Ларрі Сток, Ал Льюїс |
| Франк Глейзер                    | «Enfantillages Pittoresques»        | Ерік Саті                          |
| The Kingston Trio                | «Try To Remember»                   | Гарві Шмідт, Том Джонс             |
| Роберт Фарнон і His Orchestra    | «Silent Night»                      | Йозеф Мор, Франц Грубер            |
| Джон Філліпс                     | «Devil's On the Loose»              | Джон Філліпс                       |
| Джон Філліпс                     | «Black Broadway»                    | Джон Філліпс                       |
| Джон Філліпс                     | «Liar, Liar»                        | Джон Філліпс                       |

## Сприйняття

### Критика
Фільм отримав позитивні відгуки. На сайті Rotten Tomatoes оцінка фільму становить 82 % на основі 55 відгуків від критиків (середня оцінка 7,8/10) і 69 % від глядачів із середньою оцінкою 3,5/5 (12 672 голосів). Фільму зарахований «стиглий помідор» від кінокритиків та «попкорн» від глядачів, Internet Movie Database — 6,7/10 (19 264 голоси), Metacritic — 81/100 (9 відгуків критиків) і 6,9/10 від глядачів (19 голосів).

### Номінації та нагороди
| Нагороди та номінації фільму «Людина, яка впала на Землю» | Нагороди та номінації фільму «Людина, яка впала на Землю» | Нагороди та номінації фільму «Людина, яка впала на Землю» | Нагороди та номінації фільму «Людина, яка впала на Землю» | Нагороди та номінації фільму «Людина, яка впала на Землю» | Нагороди та номінації фільму «Людина, яка впала на Землю» |
| Рік                                                       | Кінофестиваль/кінопремія                                  | Категорія/нагорода                                        | Номінант                                                  | Результат                                                 |                                                           |
| --------------------------------------------------------- | --------------------------------------------------------- | --------------------------------------------------------- | --------------------------------------------------------- | --------------------------------------------------------- | --------------------------------------------------------- |
| 1976                                                      | Берлінський міжнародний кінофестиваль                     | Золотий ведмідь                                           | Ніколас Роуг                                              | Номінація                                                 |                                                           |
| 1977                                                      | «Сатурн»                                                  | Найкращий актор                                           | Девід Бові                                                | Перемога                                                  |                                                           |
| 1977                                                      | «Сатурн»                                                  | Найкращий науково-фантастичний фільм                      | «Людина, яка впала на Землю»                              | Номінація                                                 |                                                           |
| 1977                                                      | «Г'юго»                                                   | Найкраща постановка                                       | Ніколас Роуг, Пол Меєрсберг, Волтер Тевіс                 | Номінація                                                 |                                                           |